# 平野峯郎
平野 峯郎（ひらの みねろう、1912年9月19日 - 2002年12月22日）は、日本の歌人。千葉県君津郡貞元村生まれ。北原白秋が主宰する多磨短歌会の会員などを経て、1952年より山本康夫に師事。君津市の鹿野山には峯郎の短歌を刻んだ歌碑が建てられている。

## 生涯

### 生誕から終戦まで
1912年、千葉県君津郡貞元村（現・君津市貞元）生まれ。貞元小学校および農業補習学校卒。農村地帯に生まれ、自らも農業を生業としたが、一方で1928年ごろから作歌活動を開始し、雑誌『千葉県青年処女』（千葉県連合青年団）の歌壇（伊藤公平選）や、千葉県農会機関誌『愛土』の歌壇（鈴木康文選）に短歌を投稿する。その後、1940年に北原白秋が主宰する多磨短歌会（1935年結成）の会員となる。
1941年に創刊された文芸誌『生産人』（出版：生産人会、監修：大日本産業報国会文化部）では、短歌部の幹事の1人となり、短歌の選にあたった。
1943年10月、召集を受け、海軍主計兵として久里浜の海軍機雷学校に入る。この際には、短歌が得意だといううわさを聞きつけた士官数名から呼び出しを受け、数日で上手い歌が詠めるように教えてもらいたいとの難題を頼まれたという。1945年8月、茂原海軍航空基地で終戦を迎えた。茂原で米軍機の爆撃を受けたことや、特攻機を見送ったことをのちに歌に詠んでいる。

### 戦後
戦後は、宮本栄一郎が主宰する「ひこばえ」に参加。千葉県歌人クラブにも参加し、伊藤公平や細井魚袋らと交流を持った。また、地元の平島勇らとともに短歌会「さだもと」を結成し、歌誌『さだもと』を発刊した。
1952年、山本康夫が主宰する短歌結社「真樹」（しんじゅ）に入会。それ以来、山本康夫を終生の師と仰いだ。
1960年に初の短歌集『畦（あぜ）に見る月』（装丁・題字：伊藤公平、序文：山本康夫）を刊行した。集名は「鍬（くわ）洗う畦（あぜ）に及びて月光はいよよ冴えたり時鳥（ほととぎす）行く」の歌からとったもので、亡き父と、刊行の数年前に亡くなった自身の妻に捧げられた歌集であった。
1965年に第二歌集『犬蓼（いぬたで）の花』、1975年に第三歌集『さだもと』を刊行。また、『短歌研究』1975年7月号（短歌研究社）の「全国結社先進歌人作品特集」では峯郎の歌が十首掲載されている。
「真樹」入会から21年経った1973年、真樹社が本拠地を置く広島を初めて訪れ、「真樹四十五周年記念大会」に参加する。その後も真樹の大会等にあわせて何度か広島を訪れており、平和記念公園、広島平和記念資料館などをまわり、それらに関する歌も詠んでいる。
一方で峯郎は真樹千葉支社のメンバーとともに、1970年代半ばから毎年のように、広島に住む山本康夫一家を千葉県やその周辺に招き、細井魚袋歌碑のある太田山公園（木更津市）、古泉千樫生家（鴨川市）、伊藤左千夫生家（山武市）、北原白秋の旧居「紫烟草舎」が移築されている里見公園（市川市）、長塚節生家（茨城県常総市）など文人にゆかりのある場所や、鹿野山（君津市）、證誠寺（木更津市）、手児奈霊神堂（市川市）などの名所を案内している。峯郎自身も山本康夫も、この際に詠んだ歌を残している。
1979年より、真樹賞（1960年制定）の選考委員を務める。1982年1月、歌作や歌集評、真樹千葉支社での中心的な活動など一連の業績が認められ、「真樹」年度賞（1965年制定）を受賞。
1986年、第四歌集『ひとつの星』を刊行。このころはすでに家業である農業を娘夫婦に任せており、九州や台湾などに旅行に行き、旅先で詠んだ歌も多くなっている。また、1983年に死去した師・山本康夫についての歌も収録されている。集名の由来となった歌は「淡くとも我はひとつの星となりとわに見つめん貞元のむら」であり、あとがきでは、「その光は淡くとも死後は一つの星となり永久に私の生長した貞元を見つめていたい」と書いている。
2002年12月22日、老衰のため死去。90歳。生涯をすごした君津市貞元の墓地に埋葬された。

## 歌碑

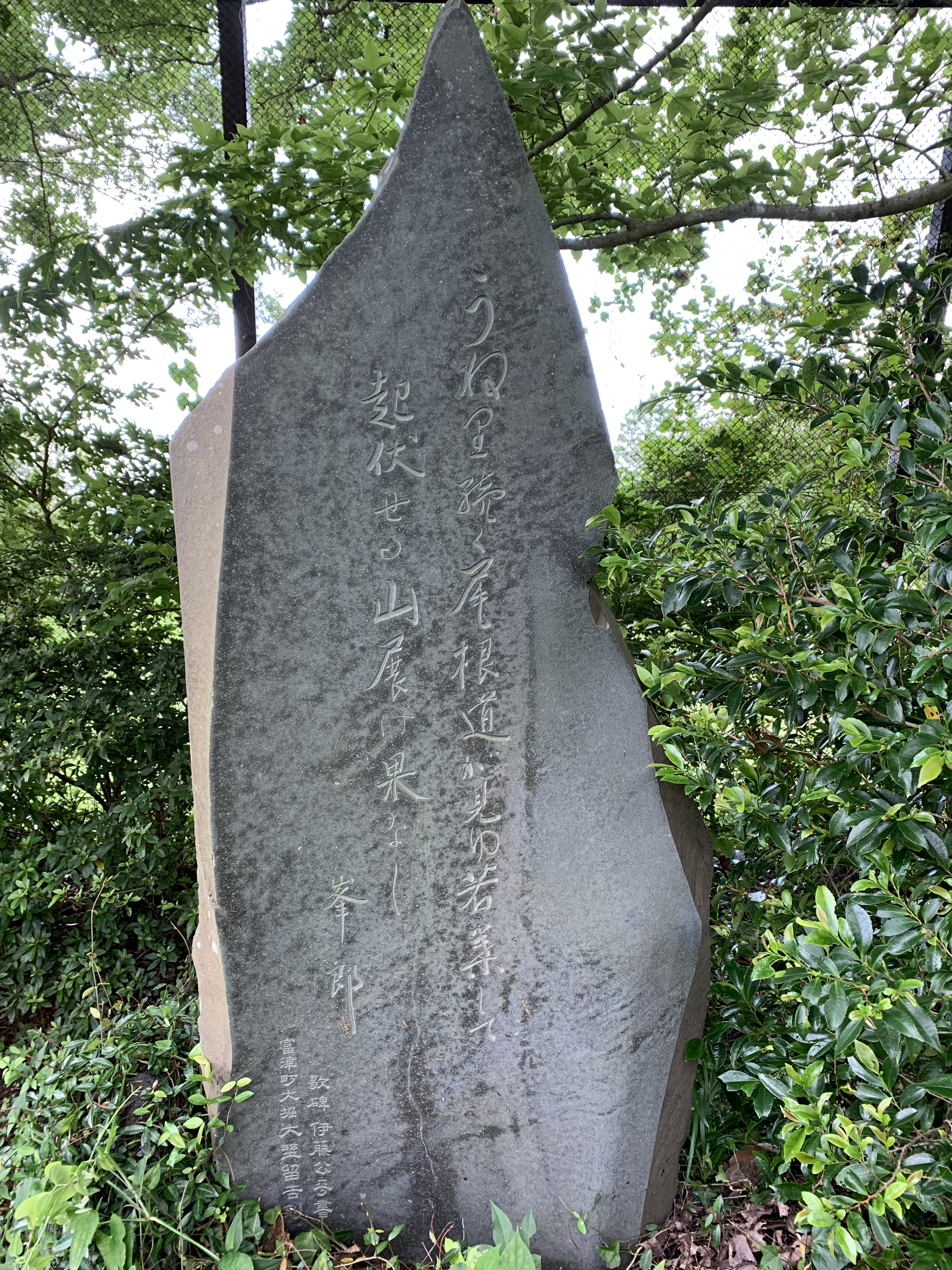
平野峯郎歌碑（九十九谷展望公園）

1957年7月28日、鹿野山の九十九谷（くじゅうくたに）を見下ろす展望台に峯郎の歌を刻んだ歌碑が建てられた。文字は伊藤公平の筆になるものである。
- うねり続く尾根道が見ゆ若葉して起伏せる山展（ひら）け果なし

## 校歌の作詞
母校である君津市立貞元小学校から依頼を受け、校歌を作詞した（1963年制定）。その歌詞は、清和天皇の第三皇子である貞元親王がかつてこの地に滞留し、それが地名の由来になったという地元の伝承を織り込み、「清和の昔 貞元の みこがおわせし この郷に」から始まる歌詞となっている。
貞元（さだもと）にある貞元親王墓（ていげんしんのうはか）は1970年に君津市の指定文化財となっている。峯郎の第四歌集『ひとつの星』にも、「貞元親王塚」と題する数首が収録されている。

## 評価
山本康夫は第三歌集『さだもと』についてその序文で、「特に農民として生きる歓びと、生活の内容描写などは勝れた農民文学として誇れるものだ」と評し、また一方で峯郎が自身の戦争体験の歌、反戦の歌や社会批評の歌なども詠んでいることから、「実に幅広い作風を持つ堂々たる作家である。この社会、人生への批判精神と自照の定見は容易ではない。」と評している。

## 著書
- 畦に見る月 （真樹叢書第26編、真樹社、1960年11月） - 装丁・題字：伊藤公平、序文：山本康夫
- 犬蓼の花 （房総時事新聞社、1965年4月） - 序文：伊藤公平
- さだもと 平野峯郎歌集 （真樹叢書第52編、真樹社、1975年1月）  - 選歌・序文：山本康夫
- ひとつの星 平野峯郎第四歌集 （真樹叢書第92編、真樹社、1986年6月） - 題字・序文：山本節子

上記の4冊にまとめられたもの以外にも、歌誌『真樹』には多数の歌が掲載されている。
『真樹』以外の歌誌への主な掲載
- 『短歌研究』1975年7月号（短歌研究社） - 「全国結社先進歌人作品特集」で十首掲載

## 主な随筆・評論
随筆
- 短歌の禍福の思い出 （『真樹』1975年5月号）
- 真樹新年大会の思い出 （『真樹』1982年3月号） - 自身が「真樹」年度賞を受賞した際の大会に関する随筆
- 今このようなことを記そうとは （『真樹』1983年9月号） - 山本康夫追悼文

歌集評
- 「花をこぼして」に寄せて （『真樹』1982年7月号） - 『花をこぼして』は1981年に台湾で出版された歌集（呉建堂［孤蓬万里］編）。のちに日本で刊行される『台湾万葉集（中国語版） 続編』（集英社、1995年）の元となった歌集である。